# Нури, Юнис
Юнис Нури (азерб. Yunis Nuri; псевдоним Юниса Гаджи Сулейман оглы Сулейманова; 23 января 1878, Эривань — 5 января 1950, Ереван) — азербайджанский и армянский советский актёр театра и кино, театральный режиссёр. Заслуженный артист Армянской ССР (1935). Один из основателей Ереванского азербайджанского театра и один из основоположников азербайджанского театра в Армении. Начал играть в театре в 1896 году в Эривани и до конца жизни работал в Ереванском азербайджанском театре.
Сыграл такие роли как Гаджи Кара («Гаджи Кара», Мирза Фатали Ахундов), Солтан-бек («Аршин мал алан», Узеир Гаджибеков), врач («Врач поневоле» Жан Батист Мольер), Атакиши, Аллахверди («Севиль», «1905 год», Джафар Джаббарлы), Гико («Пепо», Габриел Сундукян), Шейх Насруллах («Мертвецы», Джалил Мамедкулизаде) и др. Снимался в таких фильмах как «Хас-пуш», «Зангезур», «Севанские рыбаки», «Анаит» и др.

## Биография

### Происхождение и юные годы
Юнис Гаджи Сулейман оглы Сулейманов родился 23 января 1878 года в Эривани, в квартале Шахар, в доме, расположенном около мечети Гаджи-Новруз-Али-бека в семье знатного горожанина Гаджи Сулеймана. Дом, в котором родился и прожил более 60 лет свой жизни Юнис Нури, стоял и в 1980 году. Прадеды Юниса Сулейманова были родом из села Сабунчи (ныне село Араксаван в Араратском районе Армении). В связи с этим члены семьи Юниса Нури и его родственники именовали себя «сабунчинцами». И сам Гаджи Сулейман, и его сын, Юнис, несмотря на то, что оба родились в Эривани, с гордостью называли себя «сабунчинцами».
Гаджи Сулейман был образованным и уважаемым в обществе человеком. О порядочности Гаджи Сулеймана в народе даже ходила легенда, будто бы один купец хотел обмануть Гаджи Сулеймана, смешав пшено с землёй, но был разоблачён Сулейманом. Гаджи Сулейман умер рано и не сумел заняться воспитанием своего единственного сына. Воспитанием мальчика занялась его мать Лейла-ханым, которая отдала его в моллахану, религиозную мусульманскую школу при мечети для мальчиков.
Шесть лет Сулейманов проучился в моллахане. За годы учёбы здесь Юнис выучил арабский и персидский языки, познакомился с восточной литературой. Хорошо знал Коран и такие произведения, как «Гулистан» Саади, которые переводил на родной азербайджанский язык. Однако, плохое отношение преподавателей моллаханы к ученикам и недостаточность средств у матери для обучения, заставили Юниса прекратить учёбу в моллахане. Таким образом, в 14 лет он стал чернорабочим.
С детства Юнис любил весёлые игры и народные представления. Несмотря на хорошую успеваемость, в самой моллахане он устраивал спектакли, пародируя муллу, за что неоднократно наказывался.

### Первые шаги в театре
8 декабря 1896 года азербайджанскими любителями театра второй раз в Эривани на азербайджанском языке была поставлена комедия Мирзы Фатали Ахундова «Мусье Жордан и дервиш Мастали шах». Постановка состоялась в театре братьев Джанполадянов учащимися Эриванской гимназии. Этот спектакль прошёл с ещё большим успехом, чем первый. В этом спектакле роль Шахрабаны ханум сыграл молодой Юнис Сулейманов. Армянский драматург Эмин Тер-Григорян в своей статье «Первый спектакль на тюркском языке в Эривани» в газете «Нор дар» от 19 декабря 1896 года в связи с этим, в частности, писал:
…среди актёров очень удачно сыграл молодой красивый тюрк роль Шахрабаны ханум. В нём видно сценическое дарование.

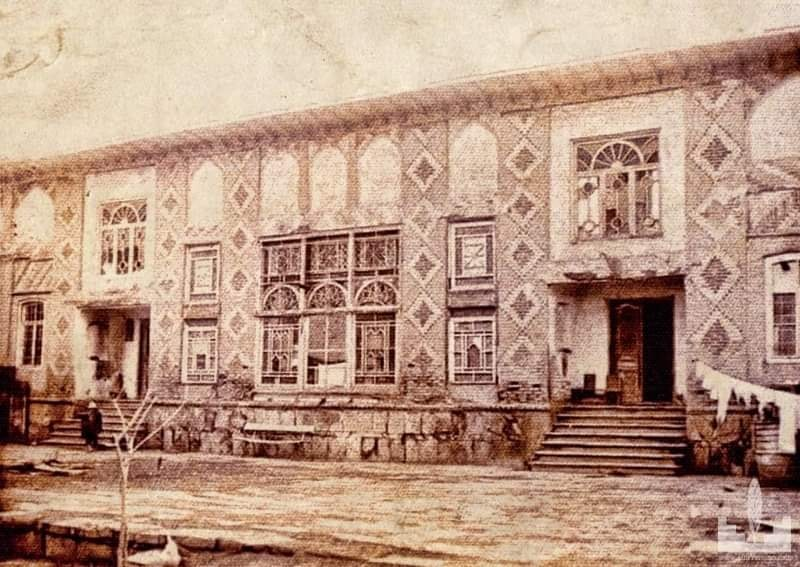
Имение Макинский, Панах-хан в Эривани, где в 1903 году Юнис Нури поставил водевиль «Гырт-гырт» Васага Мадатова

В 1903 году азербайджанская любительская труппа в Эривани поставила популярный в то время водевиль «Гырт-гырт» Васага Мадатова (Назми). Представление было поставлено в имении знатного жителя Эривани Панах-хана Макинского. Организатором представления по поручению самого хана был Юнис Нури Сулейманов. Водевиль критиковал религиозное обучение и использование арабского алфавита для обучающихся на азербайджанском языке. Юнис Нури, который на собственном опыте знал, что такое обучение в моллахане, старался воплотить в спектакле всё увиденное в комедийном жанре и изо всех сил разоблачить «нравы» учителей. Панах-хан поручил показать спектакль сначала членам своей семьи в небольшом зале ханского дворца. Спектакль возымел такой успех у зрителей, что близкие к хану люди и многие жители города попросили показать его вновь. Повторно водевиль был сыгран уже в ханском дворе. В нём Юнис Нури исполнял роль учителя. По словам театроведа Сабира Ризаева, он старался «как можно ярче, убедительнее развенчать образ тупого и жестокого муллы, который не может научить чему-либо дельному азербайджанских детей». Впечатление от постановки долго не покидало эриванцев, породив даже анекдот, связанный с водевилем. После этого Юнису Нури и его друзьям удалось показать спектакль и вне стен имения. Так, в феврале 1903 года спектаклю был поставлен в Общественном клубе и имел большой успех у зрителей.
Воодушевившись успехом спектакля Юнис Нури и его друзья решили поставить новые спектакли. Вторым поставленным Нури спектаклем стала комедия Николая Гоголя «Ревизор», которая ещё в 1895 году была переведена на азербайджанский язык Нариманом Наримановым и в 1897 году уже ставилась на азербайджанской сцене. В 1903 году труппа Юниса Нури ставила и другие спектакли, самыми частыми из которых были «Мусье Жордан и дервиш Мастали-шах» Ахундова и «Жадность увеличивает врагов» Мадатова.
В этот период число участников эриванской труппы стало расти. Её самыми активными членами были Керим Ахмедов, Мирза Али, Ганнады Джаббар, Джафар Ахмедов и др. Руководитель труппы Юнис Нури старался обучать актёров-любителей актёрскому мастерству. Художественный уровень спектаклей впоследствии стал улучшаться. Говоря о первых этапах положения театра, Юнис Нури вспоминал:
У нас у любителей в то время не было должного представления о театральном искусстве. Мы не знали что такое грим. Нас всегда гримировал один из эриванских цирюльников. Но мы постепенно всему обучались. Играя в театре, менялись одеждами и надевали костюмы друг друга, выворачивали их наизнанку, много раз же покупали нужные театру костюмы в аренду, а потом возвращали их владельцам. В таких трудных условиях мы, ничего не сторонясь, продолжали своё дело. Каждый год ставили новые пьесы.
Оригинальный текст (азерб.)Биз һәвәскарларын о вахт театр сәнәтиндән тәләб олунан гәдәр хәбәримиз јох иди. Грим на олдуғуну билмәјирдик, Ирәванын бир дәлләји һәмишә бизә грим едәрди. Лакин биз һәр бир шеји тәдриҹән өјрәнирдик. Театр ојнајаркән бир-биримизин палтарларыны дәјишик ҝејир, тәрс үзүнү дөндәрир, чох вахт да театра лазым олан палтарлары кирә илә алыр, сонрадан саһибләринә гајтарырдыг. Белә чәтин вәзијјәтдә биз һеч бир шејдән чәкинмәдән өз ишимизи давам етдирирдик. Һәр ил јени пјесләр тамашаја гојурдуг.

### Дальнейшая карьера
Помимо Эривани Юнис Нури проводил большую работу в деле широкого распространения театрального искусства также в Веди, Улуханлу, а также Басаркечарском, Каракилисском, Дилижанском районах республики.
В 1928 году Юнису Нури была назначена персональная пенсия.
Решением Президиума ЦИК Армянской ССР от 28 ноября 1935 года за заслуги в области народного образования и искусства Юнису Нури было присвоено почетное звание «Заслуженный артист Армянской ССР».
В 1939 году Нури получил Почетную грамоту Президиума Верховного Совета Армянской ССР. Он также был членом Ереванского городского совета.
Во время Великой Отечественной войны театр им. Дж. Джаббарлы продолжал выступать перед тружениками и частями Красной Армии. Нури также выступал на сцене театра в этот период. После войны многие члены театра были награждены государственными наградами. Юнис Нури, в частности, был награждён медалями «За оборону Кавказа» и  «За доблестный труд в Великой Отечественной войне 1941—1945 гг.»
В 1948 году актёр вышел на пенсию и прекратил выступать на сцене Азербайджанского театра имени Дж. Джабарлы. Скончался Юнис Нури 5 января 1950 года в Ереване.

## Фильмография
| Год  |   | Название         | Роль                                               |
| ---- | - | ---------------- | -------------------------------------------------- |
| 1927 | ф | Хас-пуш          | отец Рзы                                           |
| 1938 | ф | Зангезур         | командир партизанского отряда азербайджанцев Ахмед |
| 1939 | ф | Севанские рыбаки | крестьянин-партизан Гасым                          |
| 1939 | ф | Горный марш      | командир партизанского отряда Гасан Гулиев         |
| 1947 | ф | Анаит            | шейх                                               |

## Память
23 января 1960 года, в день рождения актёра, состоялся вечер памяти, посвящённый Юнису Ниру, на котором, в частности, выступил народный артист СССР Ваграм Папазян и поделился воспоминаниями об артисте.